# 小行星9380
小行星9380（英語：9380 Macon）是一颗围绕太阳公转的小行星。1993年8月17日，艾瑞克·怀特·埃尔斯特在科索尔发现了此天体。
这颗小行星的绝对星等为298.96123等。